# هارون باريت
هارون باريت (بالإنجليزية: Aaron Barrett)‏ هو مغني ومغن مؤلف أمريكي، ولد في 30 أغسطس 1974.

## وصلات خارجية
- هارون باريت على موقع IMDb (الإنجليزية)
- هارون باريت على موقع ميوزك برينز (الإنجليزية)
- هارون باريت على موقع أول ميوزيك (الإنجليزية)
- هارون باريت على موقع ديسكوغز (الإنجليزية)